# Sara Junevik
Sara Jennifer Junevik, född 14 februari 2000 i Leksand, är en svensk simmare. Hon simmar för klubben Falu SS. Hennes favoritdistans är 50 meter fjäril.

## Karriär
I december 2017 vid kortbane-EM i Köpenhamn erhöll Junevik ett guld efter att ha simmat försöksheatet på 4×50 meter medley, där Sverige sedermera tog medalj i finalen.
I november 2021 vid kortbane-SM i Stockholm tog Junevik totalt fyra medaljer. Hon tog guld på 100 meter ryggsim, silver på 100 meter frisim och 50 meter fjärilsim samt brons på 100 meter fjärilsim. Under samma månad var hon en del av det svenska kapplaget tillsammans med Hanna Rosvall, Emelie Fast och Sarah Sjöström som tog silver och satte ett nytt svenskt rekord på 4×50 meter medley vid kortbane-EM i Kazan. Följande månad var Junevik en del av det svenska kapplaget tillsammans med Sarah Sjöström, Michelle Coleman och Louise Hansson som tog silver och satte ett nytt svenskt rekord på 4×50 meter frisim vid kortbane-VM i Abu Dhabi. Hon erhöll även ett brons efter att ha simmat försöksheatet på 4×100 meter frisim, där Sverige sedermera tog medalj i finalen.
I juni och juli 2022 vid långbane-SM i Linköping tog Junevik guld på 50 meter ryggsim och 50 meter fjärilsim samt silver på 100 meter frisim. I augusti 2022 var hon en del av det svenska kapplaget tillsammans med Sarah Sjöström, Louise Hansson och Sofia Åstedt som tog silver på 4×100 meter frisim vid långbane-EM i Rom. I november 2022 vid kortbane-SM i Stockholm tog Junevik tre guld (50 och 100 meter fjärilsim samt 200 meter frisim) och ett silver (50 meter frisim). I december 2022 vid kortbane-VM i Melbourne var hon en del av Sveriges kapplag som tog brons på 4×50 meter medley.
I december 2023 vid kortbane-EM i Otopeni tog Junevik brons på 50 meter fjärilsim samt var en del av Sveriges kapplag som tog guld på både 4×50 meter frisim och 4×50 meter medley. Vid EM 2024 i Belgrad tog hon guld på 50 meter fjärilsim och brons på den dubbla distansen.